# Sharmba Mitchell
Sharmba Mitchell est un boxeur américain né le 27 août 1970 à Washington, District of Columbia.

## Carrière
Passé professionnel en 1988, il devient champion du monde des super-légers WBA le 10 octobre 1998 en battant aux points Khalid Rahilou. Après 4 défenses victorieuses, il s'incline face à Kostya Tszyu, champion WBC de la catégorie, le 3 février 2001. Mitchell met un terme à sa carrière en 2006 sur un bilan de 57 victoires et 6 défaites.